# Raya2 Expansión
El Club Raya2 Expansión fue un equipo de fútbol mexicano. Era filial del Monterrey y jugaba en la Liga de Expansión MX, la segunda categoría del fútbol mexicano. El equipo fue fundado el 21 de junio de 2021 para darle minutos de juego a los futbolistas juveniles del club en su paso desde las fuerzas básicas al equipo principal. Sin embargo, el equipo de los Raya2 fue disuelto el 23 de mayo de 2023, luego de que el club decidiera eliminar esta filial como consecuencia de la reforma que tendrá la categoría en el 2024, por lo que será sustituido por un equipo Sub-23 del Monterrey.

## Historia

### Antecedentes

#### Coyotes de Saltillo (1995-01)
La primera etapa consta del periodo en donde el Club de Fútbol Monterrey adquirió a la franquicia de los Coyotes de Saltillo para convertirse en su equipo filial dentro de la Primera División A. Durante su estancia en Saltillo, los entonces Coyotes produjeron varios jugadores que en un futuro se convirtieron en integrantes del primer equipo.
Para el final del Torneo de Verano 2001, los Coyotes pasaban por problemas de descenso, y sufriría un cambio que cambiara el destino de esta franquicia cuando para el inicio del Invierno 2001 se mudarían a Ciudad Juárez para bajar con el mote de Cobras.

#### Club de Fútbol Cobras(2001-05)
Ya en Ciudad Juárez, el equipo filial de los Rayados de Monterrey llegaría de la mano de Sergio Orduña a disputar la final del Torneo Apertura 2003, después de que en su primeros dos años este equipo pelearía los últimos lugares de la tabla general y porcentual, siendo el “Millonario” Orduña el responsable de que las Cobras se metieran a disputar los primeros lugares.
Al final del Clausura 2005 el hermano menor de Rayados quedó eliminado por los Panzas Verdes de León en la zona de precalificación siendo este su último torneo en Ciudad Juárez. Siendo filial de Rayados esta se intercambia con la de Tigres, que muda el equipo a Los Mochis, Sinaloa.

#### Rayados A (2005-09)
Para el comienzo del Apertura 2005, las directivas de Rayados y Tigres intercambian franquicias por lo que el equipo de Cobras pasa ser propiedad de Tigres, mudándose a Los Mochis, mientras que la franquicia de Tigrillos Broncos que jugaba en esa ciudad se mudó a la ciudad de Monterrey para alternar sus partidos de local en "El Barrial" y el propio Estadio Tecnológico con la idea que Miguel Herrera pueda observar a los integrantes de este cuadro. El club desaparece en el 2009 junto a otros 10 equipos de la Primera "A" para dar paso a la reestructuración y consiguiente Liga de Ascenso.
El 8 de julio de 2008, la Directiva del Monterrey conformada por Luis Miguel Salvador y Jorge Urdiales logran un convenio con Paulino Decanini presidente de Capital Deportiva. En el evento estuvieron presentes el alcalde de San Pedro Garza García, el Lic. Fernando Margáin, por parte del Club el presidente Jorge Urdiales y el vicepresidente Luis Miguel Salvador, además de Paulino Decanini, Carlos Padilla y Ernesto Cruz de Capital Deportiva. El convenio inicial será de ocho años, El Directivo informó también que se solicitaron los permisos correspondientes para que el equipo de Primera División A juegue sus partidos en estas instalaciones donde el Estadio tendría una capacidad inicial de 5000 aficionados. El alcalde Fernando Margáin, felicitó a Capital Deportiva y le dio la bienvenida al Club de Fútbol Monterrey a territorio sampetrino. Las instalaciones estaban ubicadas por Ave. Morones Prieto a unos metros al poniente de Corregidora, por los límites de Monterrey y San Pedro.

### Raya2 Expansión (2021-2023)
En 2020 nace la Liga de Expansión como un objetivo de estabilizar a la división de plata, cuyos equipos participantes pasaban por problemas económicos. Dentro de los objetivos de la Liga de Expansión está la culminación de desarrollo de futbolistas juveniles en la categoría Sub-23. La cantera de Rayados exportó la mayoría de sus futbolistas a clubes como Atlético Morelia y Cancún FC, ante ello a finales de abril y principios de mayo de 2021 comienzan a surgir rumores de que Rayados crearía un equipo filial, "repatriando" a la mayoría de los futbolistas jóvenes cedidos en otros equipos del fútbol mexicano para que puedan jugar con este equipo, y posteriormente, en el primer equipo.
A principios de junio, trasciende que Aldo de Nigris (Auxiliar Técnico de Javier Aguirre en Rayados) sería Director Técnico del equipo mientras tendría a Héctor Becerra (Director Técnico de Rayadas) como su Auxiliar Técnico, la noticia de la salida de Becerra del conjunto de Rayadas se da días después.
El 21 de junio de 2021, a través de un comunicado en las redes sociales de Rayados, se hace oficial la creación del equipo por parte de la directiva del club Monterrey. Al día siguiente se hace la presentación del cuerpo técnico y del escudo del equipo, el cual portará los mismos colores de la institución.
Su debut en la liga se da el 28 de julio en el Estadio BBVA dentro de la Jornada 1, ante Cancún FC, el resultado es la derrota 1:2, donde se puede destacar que el primer gol del club fue obra del canterano rayado Daniel Lajud al minuto 20' de partido con un golazo, después de pegarle desde el límite del área. Su primer triunfo lo consiguen ante el Tapatío por marcador de 2:0 en la jornada 3, al final del torneo, las derrotas ante Correcaminos y Atlético Morelia, más una combinación de resultados en la última jornada dejan a los Raya2 fuera del repechaje, como lugar 14 de la liga con 18 puntos. En el Clausura 2022 el equipo finalizó como último lugar de la tabla porcentual, pero por su condición de filial no recibió ningún castigo financiero por su desempeño.
El mejor torneo del equipo fue el Clausura 2023, en ese certamen Raya2 consiguió finalizar la fase regular en séptimo lugar con 24 puntos, por lo que clasificó al repechaje por primera vez en su historia. En esa ronda derrotaron 2-0 a Alebrijes de Oaxaca y entraron en la liguilla por el título, sin embargo, el equipo fue eliminado en cuartos de final por el Atlante con un marcador global de 2-0.
En mayo de 2023 la Asamblea de Dueños de la Liga MX aprobó la reforma de la segunda categoría del fútbol mexicano, con la cual todos los equipos participantes del máximo circuito deberán contar con un equipo Sub-23 en la Liga de Expansión, la cual será fusionada con la Liga MX Sub-20 para dar forma a una nueva liga para futbolistas de la categoría Sub-23. Como consecuencia de esta decisión, además de las pérdidas económicas que generaba este equipo, la directiva del Club de Fútbol Monterrey decidió eliminarlo para enfocarse en la nueva escuadra Sub-23 del club, por lo que el 23 de mayo de 2023 se anunció el final del proyecto Raya2 Expansión.

## Estadísticas de Raya2 Expansión
| Temporada     | Juegos jugados | Juegos ganados | Juegos empatados | Juegos perdidos | Goles a favor | Goles en contra | Diferencia de goles | Puntos |
| ------------- | -------------- | -------------- | ---------------- | --------------- | ------------- | --------------- | ------------------- | ------ |
| Apertura 2021 | 16             | 4              | 5                | 7               | 16            | 18              | -2                  | 17     |
| Clausura 2022 | 16             | 4              | 5                | 7               | 14            | 17              | -3                  | 17     |
| Apertura 2022 | 17             | 4              | 6                | 7               | 16            | 22              | -6                  | 18     |
| Clausura 2023 | 17             | 6              | 6                | 5               | 19            | 21              | -2                  | 24     |

## Uniforme

### Uniformes actuales
- Uniforme local: Camiseta azul con un difuminado blanco, pantalón y medias blancas.
- Uniforme visitante: Camiseta a franjas horizontales negras y azules, pantalón y medias negras.

| Primer Uniforme | Segundo Uniforme |

### Uniformes anteriores
- 2021-22

| Primer Uniforme | Segundo Uniforme |